# José de Thomas
José de Thomas (España, 1922-Buenos Aires, Argentina, 20 de enero de 1998) fue un periodista, actor, funcionario y autor español nacionalizado argentino.

## Carrera
José de Thomas fue un notable autor que llegó al país de niño y vivió desde los 15 hasta los 26 años en el sur patagónico. Allí trabajó y colaboró en diarios  publicando sus primeras poesías. Ya radicado en Buenos Aires ingresó como actor en el movimiento independiente, pero su interés se centró en el área de la producción dramática.
Como autor cinematográfico debutó en su único film, El televisor de 1962, interpretado por Ubaldo Martínez, Blanca del Prado, Carlos Dux y Nelly Beltrán, entre muchos otros.
Como periodista fue columnista de revistas y diarios como Clarín, Crónica, Tiempo Argentino y El Observador, donde pudo lucirse por sus detalladas críticas teatrales.
Junto a F. Mazza Leiva fueron directores del Teatro La Farsa.
En 1950 y junto a Héctor Padul publicó el libro 50 sonetos bajo la Cruz del Sur.

## Obras destacadas
Como autor teatral se destacan las obras:
- Médico y veterinario (1942), estrenada en el Puerto San Julián.
- La locura del Rey Federico (1952)
- El puerto instinto (1952)
- La marea (1955)
- Te escribo desde el alba (1955)
- Isla Interior (1959)
- ¡Una cruz para el Godo (1959), , llevada posteriormente a España.
- Confinados (1959)
- El televisor (1961)
- ¡Todos bailamos el twist (1962), estrenada en Mar del Plata.
- Mi querida Josefína (1962)
- El lobo en la ciudad (1966), bajo la dirección de Eduardo Sánchez Torel, por la que ganó el Premio Argentores.[4]
- Contra las cuerdas (1965)
- La luna de coral (1969)